# شغب غوردون

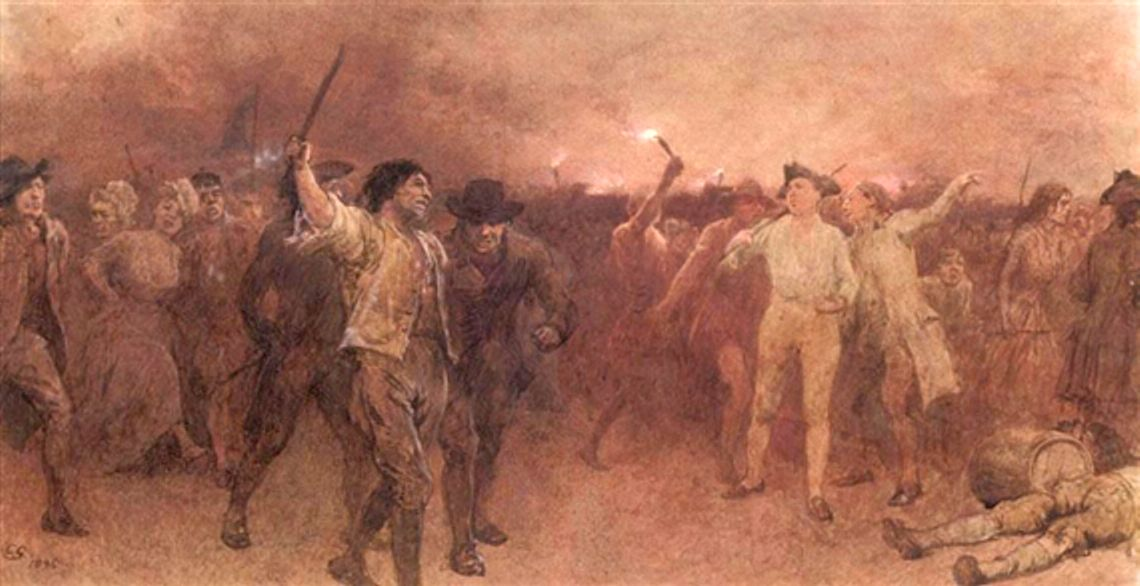
شعب غوردون؛ بريشة شارلز غرين.

كان حركة شغب غوردون في عام 1780 بمثابة احتجاج ضخم ضد الكاثوليك في لندن ضد قانون البابويين لعام 1778، والذي كان يهدف إلى الحد من التمييز الرسمي ضد الكاثوليك البريطانيين. وحذر اللورد جورج جوردون رئيس الرابطة البروتستانتية من أن القانون سيمكّن الكاثوليك في الجيش البريطاني من أن يصبحوا تهديدًا خطيرًا. تطور الاحتجاج إلى أعمال شغب ونهب واسع النطاق. كان القضاة المحليون خائفين من الانتقام ولم يصدروا قانون مكافحة الشغب. لم يكن هناك قمع حتى تحرك الجيش أخيرا وبدأ في إطلاق النار. استمر العنف الرئيسي من 2 يونيو إلى 9 يونيو، 1780.
كان قانون بوبري 1698 قد فرض عددا من العقوبات والإعاقات على الرومان الكاثوليك في إنجلترا؛ قانون 1778 القضاء على بعض هذه. أدى الاحتجاج السلمي الأولي إلى أعمال شغب ونهب واسعة النطاق  وكان الأكثر تدميرا في تاريخ لندن.  كان الجدار الذي رسم على سجن نيوجيت الإعلان عن إطلاق سراح السجناء من قبل سلطة «جلالة الملك موب». إن تعبير «الملك موب» بعد ذلك يشير إلى بروليتاريا جامحة ومخيفة.

## خلفية
كانت النية المعلنة لقانون البابويين لعام 1778، حسب ما جاء في ديباجته، هي التخفيف من حدة بعض التمييز الرسمي ضد الروم الكاثوليك في بريطانيا العظمى. إذ أعفى الكاثوليكيين من أداء القسم الديني عند انضمامهم إلى القوات المسلحة البريطانية، وكذلك منحهم حريات قليلة ومحدودة. كانت ثمة أسباب وجيهة قوية لهذا التغيير. إذ انتشرت القوات العسكرية البريطانية آنذاك على نطاق واسع جدًا فيما تحول لاحقًا إلى حرب الاستقلال الأمريكية العالمية، مع استمرار الصراعات مع فرنسا وإسبانيا والولايات المتحدة الجديدة. وإن تجنيد الكاثوليك ساعد بشكل كبير في معالجة هذا النقص في القوى البشرية.
تم تجاهل القوانين المعادية للكاثوليكية لعام 1698 إلى حد كبير لسنوات عديدة ونادرًا ما جرى إنفاذها. وكنتيجة لهذا الأمر، عارض العديد من القادة الكاثوليك إلغاء هذه القوانين خوفًا من أن يؤدي ذلك إلى إثارة المشاعر المعادية للكاثوليكية بغية بعض العائدات الملموسة. كما أُشير أيضًا إلى أن أعدادًا كبيرة من الكاثوليك، المجندين في أيرلندا ومرتفعات اسكتلندا، كانوا يخدمون مسبقًا في الجيش. على الرغم من ذلك، قررت الحكومة المضي قدمًا في مشروع القانون، وعرضته على البرلمان بواسطة السير جورج سافيل.

### الرابطة البروتستانتية
حظيت الرابطة البروتستانتية في لندن بدعم الشخصيات الدينية الكالفينية البارزة كرولاند هيل وإيراسموس ميدلتون وجون ريبون. أصبح اللورد جورج غوردون رئيسًا للرابطة في عام 1779 في محاولة لفرض إلغاء قانون البابويين. كان غوردون داعٍ فصيح أثار مخاوف الحشود من البابوية والعودة إلى النظام الملكي المطلق. وألمح إلى أن الكاثوليك في الجيش، لو أتيحت لهم الفرصة، سيوحدوا الصفوف مع إخوانهم في الدين في القارة ويهاجموا بريطانيا. حظي بشعبية في اسكتلندا حيث شارك في حملة ناجحة لمنع إدخال التشريع ذاته في القانون الإسكتلندي، رغم استمرار سريان القانون في إنجلترا وويلز وأيرلندا. إثر نجاحه في عرقلة القانون في اسكتلندا، اعتقد غوردون أن بإمكانه تحقيق نجاح مماثل في بقية بريطانيا وأيرلندا. في أوائل عام 1780، دخل غوردون في العديد من المناظرات مع الملك جورج الثالث، لكنه لم يتمكن من إقناعه بما رآه مخاطر القانون. في البداية كان جورج الثالث يضحك على غوردون، لكن غضبه ازداد منه ورفض في النهاية أي مناظرة مستقبلية.
تدهور المناخ السياسي بسرعة. في 29 مايو 1780، دعا غوردون إلى اجتماع للرابطة البروتستانتية، وتظاهر أتباعه بعد ذلك ضمن مسيرة أمام مجلس العموم لتقديم التماس يطالب بإلغاء القانون.

### أسباب أخرى
بعد المسيرة الأولى إلى البرلمان، حدثت أعمال شغب أخرى شملت مجموعات نادت بشكاوى قومية أو اقتصادية أو سياسية وليست دينية. بصرف النظر عن قضية التحرر الكاثوليكي، فقد اقتُرح أن القوة الدافعة لأعمال الشغب كانت الوضع الاقتصادي السيئ لبريطانيا: فقد أدت خسارة التجارة خلال الحرب إلى انخفاض الأجور وارتفاع الأسعار والبطالة المرحلية. كما أشار رودي، لم يكن ثمة هجوم عام على الطائفة الكاثوليكية، إذ حُصرت «ضحايا أعمال الشغب» بحقيقة أنهم «إجمالًا أشخاص أثرياء من ذوي النفوذ». كان التصويت في الانتخابات البرلمانية مقيدًا بعتبة الممتلكات، لذلك معظم سكان لندن كانوا عاجزين عن التصويت وكثيرون كانوا يأملون بإجراء إصلاحات لجعل البرلمان أكثر تمثيلًا للشعب. ومع ذلك، جادل بول مونود بأنه «بغض النظر عن مدى رغبة المرء في تفسير أعمال شغب غوردون … على أنها دوافع اقتصادية، فإنها تظل في الأساس معادية للكاثوليكية في طبيعتها».
بعد وقت قصير من اندلاع أعمال الشغب، اقترح دوق ريتشموند أنها تُعزى مباشرة إلى تمرير قانون كيبيك قبل ست سنوات، وهو رأي سخر منه العديد من زملائه. من الأسباب الأخرى المقترحة هو الموقف الدولي الضعيف لبريطانيا الذي نتج عن عزلة البلاد في أوروبا والأخبار المخيبة للآمال القادمة من الحرب المستمرة. بعض مثيري الشغب كانوا ضد استمرارية الحرب، وأيد الكثيرون الاستقلال الأمريكي بقوة، بينما غضب آخرون من سوء إدارة جهود بريطانيا الحربية من قبل اللورد نورث. في حالات كثيرة، اختلط مزيج من القضايا معًا ودفعت الناس للمشاركة في أعمال الشغب.